# Neuroleon virgineus
Neuroleon virgineus är en insektsart som beskrevs av Hölzel 1983. Neuroleon virgineus ingår i släktet Neuroleon och familjen myrlejonsländor. Inga underarter finns listade i Catalogue of Life.